# Lisa Hefendehl-Hebeker
Lisa Hefendehl-Hebeker (* 9. April 1948 in Lüdenscheid) ist eine deutsche Mathematikerin und Hochschullehrerin i. R., bis 2013 war sie Professorin für Mathematikdidaktik an der Universität Duisburg-Essen.

## Leben und Forschung
Hefendehl-Hebeker studierte von 1967 bis 1973 Mathematik und Evangelische Theologie an der Westfälischen Wilhelms-Universität Münster und an der Eberhard Karls Universität Tübingen. 1973 legte sie die erste Staatsprüfung ab. Von 1973 bis 1975 nahm sie ein Aufbaustudium am Mathematischen Institut der Friedrich-Alexander-Universität Erlangen-Nürnberg wahr und wurde 1975 bei Karl Strambach mit der Dissertation „4-dimensionale quadratische Divisionsalgebren über lokalkompakten, unzusammenhängenden Körpern“ promoviert. Von 1975 bis 1978 war sie Wissenschaftliche Assistentin für Mathematik und Didaktik der Mathematik an der Universität Paderborn. Sie war zugleich Referendarin am Gymnasium St. Michael in Paderborn und legte 1979 das Zweite Staatsexamen ab. Von 1979 bis 1983 war sie Wissenschaftliche Assistentin am Fachbereich Mathematik der Universität-Gesamthochschule Duisburg und unterrichtete nebenamtlich am Gymnasium Luisenschule in Mülheim. 1983 habilitierte sie sich im Fach Mathematik. Bis 1984 war sie Studienrätin zur Anstellung am Ruhrtal-Gymnasium in Schwerte.
Von 1984 bis 1991 war sie C3-Professorin für Didaktik der Mathematik am Mathematischen Institut der Universität Erlangen-Nürnberg und unterrichtete nebenamtlich am Emmy-Noether-Gymnasium in Erlangen. Danach lehrte sie ab 1991 als C4-Professorin Didaktik der Mathematik an der Universität Augsburg und ab 2000 bis zu ihrem Ruhestand 2013 Mathematik mit Schwerpunkt Didaktik an der Universität Duisburg-Essen. Von 2001 bis 2006 war sie Geschäftsführende Herausgeberin der fachdidaktischen Zeitschrift Journal für Mathematik-Didaktik.

## Tätigkeiten in wissenschaftlichen Vereinigungen und Kommissionen
- 1987–1997: Mitglied im Beirat der Gesellschaft für Didaktik der Mathematik (GDM)
- 1990–1994: 2. Vorsitzende der GDM
- 1991–1994: Mitglied im Deutschen Unterausschuss der Internationalen Mathematischen Unterrichtskommission (IMUK)
- 1992–1996: Sprecherin der Fachgruppe Mathematikdidaktik in der Deutschen Mathematiker-Vereinigung (zusammen mit Elmar Cohors-Fresenborg und Hans-Günther Bigalke)
- 1997 Mitglied der Expertengruppe für die Erstellung der Expertise zur Steigerung der Effizienz des mathematisch-naturwissenschaftlichen Unterrichts, verfasst für die BLK-Projektgruppe „Innovation im Bildungswesen“ im Auftrage des Bundesministeriums für Bildung, Wissenschaft, Forschung und Technologie
- 1998–2001 Mitglied im Hauptvortragskomitee der GDM
- 1998–2004 Mitglied der Jury zum GDM-Förderpreis
- ab 2005: Mitglied im Präsidium der Deutschen Mathematiker-Vereinigung (DMV)

## Mitgliedschaften
- Gesellschaft für Didaktik der Mathematik
- Deutsches Zentrum für Lehrerbildung Mathematik (DZLM)

## Veröffentlichungen (Auswahl)
- mit Thomas Bauer: Mathematikstudium für das Lehramt an Gymnasien, 2019, ISBN 978-3-658-26682-0.
- Einstieg in die Mathematikdidaktik, 2009, ISBN 9783834806758.
- Selbstgesteuertes Lernen, In: Der Mathematikunterricht, Nr. 3/2004.
- mit Stefan Hußmann (Hrsg.): Mathematikdidaktik zwischen Empirie und Fachorientierung. Festschrift für Norbert Knoche. Hildesheim, Berlin: Franzbecker, 2003.
- Maße und Funktionen im Geometrieunterricht der Sekundarstufe I (Augsburger mathematisch-naturwissenschaftliche Schriften, 41), hrsg. von F. Pukelsheim. Augsburg: Wißner-Verlag, 2002, ISBN 3-89639-324-3.
- Figuren und Abbildungen im Geometrieunterricht der Sekundarstufe I. (Augsburger mathematisch-naturwissenschaftliche Schriften, 33), hrsg. von F. Pukelsheim. Augsburg: Wißner-Verlag 2000, ISBN 3-89639-212-3.